# 芦花乡
芦化乡，是中华人民共和国青海省海东市乐都区下辖的一个乡镇级行政单位。

## 行政区划
芦化乡下辖以下地区：
寺院村、西坡村、丰洼村、查干村、三条沟村、营盘湾村、朵家湾村、东岭村、十字村、牙合村、九架山村、转化湾村、城背后村、王家湾村和本康岭村。